# Saint-Flour-l'Étang
 Saint-Flour-l'Étang  es una población y comuna francesa, situada en la región de Auvernia, departamento de Puy-de-Dôme, en el distrito de Clermont-Ferrand y cantón de Saint-Dier-d'Auvergne.

## Historia
La comuna se denominó Saint-Flour hasta el 25 de febrero de 2020.

## Demografía
| 252 | 238 | 216 | 180 | 192 | 216 |
| Para los censos de 1962 a 1999 la población legal corresponde a la población sin duplicidades (Fuente: INSEE [Consultar]) |     |     |     |     |     |